# Валконови-Дольне
Валконови-Дольне (пол. Wałkonowy Dolne) — село в Польщі, у гміні Сецемін Влощовського повіту Свентокшиського воєводства.
Населення — 190 осіб (2011).
У 1975-1998 роках село належало до Ченстоховського воєводства.

## Демографія
Демографічна структура на день 31 березня 2011 року:
|          | Загалом | Допрацездатний вік | Працездатний вік | Постпрацездатний вік |
| -------- | ------- | ------------------ | ---------------- | -------------------- |
| Чоловіки | 98      | 23                 | 60               | 15                   |
| Жінки    | 92      | 17                 | 49               | 26                   |
| Разом    | 190     | 40                 | 109              | 41                   |